# Euphorbia variabilis
Euphorbia variabilis là một loài thực vật có hoa trong họ Đại kích. Loài này được Ces. mô tả khoa học đầu tiên năm 1838.